# Tema (Bíblia)
Tema foi um dos filhos de Ismael, neto de Abraão, com a serva egípcia de Sara, Hagar (Génesis 25:13-15).